# Patrik Bärtschi
Patrik Bärtschi (* 20. August 1984 in Bülach) ist ein ehemaliger Schweizer Eishockeyspieler, der unter anderem für den EHC Kloten, den SC Bern und die ZSC Lions in der Schweizer National League A aktiv war. Sein Vater Urs und sein älterer Bruder Deny waren ebenfalls Eishockeyspieler. Seit Mai 2024 ist er als Sportchef beim SC Bern angestellt.

## Karriere
Patrik Bärtschi begann seine Karriere als Eishockeyspieler beim EHC Kloten, für die er von 2000 bis 2006 in der Nationalliga A aktiv war. In dieser Zeit wurde er im NHL Entry Draft 2002 in der siebten Runde als insgesamt 202. Spieler von den Pittsburgh Penguins ausgewählt, für die er allerdings nie spielte. Nachdem er drei Jahre lang für den SC Bern auf dem Eis stand, erhielt Bärtschi zur Saison 2009/10 einen Vertrag beim amtierenden Champions-Hockey-League-Sieger, den ZSC Lions. Mit den Zürchern gewann er 2009 gegen die Chicago Blackhawks den Victoria Cup. 2012 wurde er mit demselben Verein Schweizer Meister.
Im Januar 2017 musste er seine Karriere wegen einer Hüft-Verletzung beenden.
Mitte März 2018 gab der EHC Kloten die Verpflichtung Bärtschis als Leiter Strategische Entwicklung und Nachwuchskoordinator bekannt. Im Juni 2021 wechselte Bärtschi seine Funktion innerhalb der Organisation und ist in Nachfolge von Felix Hollenstein bis im Oktober 2022 als Sportchef des EHC Kloten für die Zusammenstellung der ersten Mannschaft verantwortlich. Anfang Mai 2024 begann er sein Amt als Sportchef beim SC Bern, nachdem Andrew Ebbett die Mutzen verlassen hatte.

### International
Für die Schweiz nahm Bärtschi an den U18-Junioren-Weltmeisterschaften 2001 und 2002, sowie den U20-Junioren-Weltmeisterschaften 2002, 2003 und 2004 teil. Des Weiteren stand er im Aufgebot der Schweiz bei den Weltmeisterschaften 2003, 2005 und 2008.

## Erfolge und Auszeichnungen
- 2009 Victoria-Cup-Gewinn mit den ZSC Lions
- 2009 Wertvollster Spieler des Victoria Cup
- 2012 und 2014 Schweizer Meister mit den ZSC Lions

### International
- 2001 Silbermedaille bei der U18-Junioren-Weltmeisterschaft
- 2003 Topscorer der U20-Junioren-Weltmeisterschaft (gemeinsam mit Igor Grigorenko)
- 2003 Bester Torschütze der U20-Junioren-Weltmeisterschaft (gemeinsam mit Igor Grigorenko und Jussi Jokinen)

## Karrierestatistik

### International
Vertrat die Schweiz bei:
| - U18-Junioren-Weltmeisterschaft 2001 - U20-Junioren-Weltmeisterschaft 2002 - U18-Junioren-Weltmeisterschaft 2002 - U20-Junioren-Weltmeisterschaft 2003 | - Weltmeisterschaft 2003 - U20-Junioren-Weltmeisterschaft 2004 - Weltmeisterschaft 2005 - Weltmeisterschaft 2008 |

(Legende zur Spielerstatistik: Sp oder GP = absolvierte Spiele; T oder G = erzielte Tore; V oder A = erzielte Assists; Pkt oder Pts = erzielte Scorerpunkte; SM oder PIM = erhaltene Strafminuten; +/− = Plus/Minus-Bilanz; PP = erzielte Überzahltore; SH = erzielte Unterzahltore; GW = erzielte Siegtore; 1 Play-downs/Relegation; Kursiv: Statistik nicht vollständig)